# Лобанов-Ростовский, Алексей Александрович
Князь Алексей Александрович Лобанов-Ростовский (30 марта 1787 — 26 октября 1848) — рязанский губернатор, тайный советник, сенатор из рода Лобановых-Ростовских.

## Биография
Старший из внуков князя Ивана Ивановича, сын московского губернского предводителя дворянства Александра Ивановича, брат сенатора Ивана Александровича, дядя дипломата Алексея Борисовича.
В 1802 году определился коллегии-юнкером в Московский архив Коллегии иностранных дел. В 1805 году назначен переводчиком и откомандирован в Комиссию о разборе иностранцев. В 1809 году перевёлся в Министерство внутренних дел и в том же году определился в экспедицию водных и сухопутных сообщений.
В 1811 году пожалован в камер-юнкеры, в 1812 году перешёл чиновником особых поручений в департамент государственных имуществ, а в 1819-м назначен в 4-й департамент Правительствующего Сената и чиновником для особых поручений при министре юстиции.
В 1821 году Лобанов-Ростовский был назначен рязанским губернатором. В 1823 году пожалован в звание камергера. 17 февраля 1824 был уволен по прошению от службы и произведён в действительные статские советники.
С 1832 года начинается деятельность князя по выборам: сначала он был выбран ефремовским уездным предводителем дворянства, а затем тульским губернским предводителем дворянства, но в 1835 году призывается на должность управляющего контрольной комиссией по артиллерийской и инженерной части, а в 1837 году назначается генерал-контролером департамента гражданской отчетности. В 1840 году произведён в тайные советники, а в 1842 году назначен присутствовать в Сенате.
Жил с семьей в Петербурге в доме на Большой Морской, где давал танцевальные вечера и обеды. По отзыву современника, был человек не глупый, не злой и с другими достоинствами, но более известен был в высшем кругу по двум вещам: по отличному голосу и пению своих дочерей, и по лилипутскому росту его самого, его жены и всех детей, что и доставило всем им собрикет de la famille «colibri» (семья колибри).
Скончался князь 26 октября 1848 года и похоронен в Знаменской церкви Новоспасского монастыря.

## Семья
Жена Александра Григорьевна Кушелева (1796—09.05.1848), дочь адмирала графа Г. Г. Кушелева (от первого брака). По словам современника, княгиня была очень маленького роста и весьма некрасивая, слыла за богачку, и поэтому была очень важной и всегда окружена обществом. Дочери её были чрезвычайно низкорослыми и не блистали красотой, но превосходно воспитанные, выдержанные и неглупые. У княгини и её дочерей были прекрасные голоса, и когда все они пели при раскрытых окнах, то на улице толпились слушатели. Все они вышли замуж за иностранцев, а широкая барская жизнь их матери за границей не только значительно уменьшила приданое дочерей, но и расстроила лобановское состояние. Скончалась от рака в Париже, похоронена на Монмартре.
Имели семь сыновей (Александр, Григорий (20.10.1820; крестник графини А. И. Безбородко), Николай, Дмитрий, Никита, Матвей, Владимир) и шесть дочерей — Екатерина (17.01.1815—27.05.1847; крестница князя Д. И. Лобанова-Ростовского и графини А. И. Безбородко; фрейлина двора (1833), замужем с 5 июля 1837 года за испанским дипломатом бароном Хорхе де Сарачага (1811—1843), убитым на дуэли), Александра (ум. 1819), Анна (ум. 1821), Любовь (1818—20.05.1893; замужем (с 15.02.1850, Париж) за бразильским поверенным в делах Иосифом Рибейро-да-Сильва (1801—?), умерла в Петербурге от крупозного воспаления легких, похоронена в Александро-Невской Лавре); Надежда (1821—30.11.1889, Флоренция; замужем (с 13.11.1853; Париж) за дипломатом Вильямом Румбольдом, отличалась даже в Италии своим пением, была очень собой недурна, но ростом едва выше карлицы, умерла от рака желудка) и Александра (1823—11.01.1858; замужем за Оскаром Моргенштерном, умерла от чахотки в Стокгольме).
Внуки — Алексей Николаевич Лобанов-Ростовский, деятель правого движения, председатель совета Русского собрания, белоэмигрант, и Алексис де Сарачага (1840—1918), основатель религиозно-политической организации «Святилище золотой долины». Внучка Эсперанса де Сарачага (1839—1914), жена барона фон Вестхаузена, поклонница баварского короля Людвига II.

## Награды
- орден Святого Владимира 2-й степени
- орден Святого Владимира 3-й степени
- орден Святого Владимира 4-й степени